# Пугачов Вадим Володимирович
Вади́м Володи́мирович Пугачо́в (13 березня 1975, Томськ, Російська РФСР — 16 травня 2015, Щастя, Луганська область, Україна) — український військовик, молодший сержант, старший водій 92-ї окремої механізованої бригади Збройних сил України.

## Біографія
Народився в Томську, звідки згодом його сім'я перебралася до Кременчука. Освіту здобував у гімназії № 5, далі в СПТУ-22, де навчався за фахом кухаря. Під час служби в армії дислокувався у різних військових частинах Сімферополя, Кременчука та Кривого Рогу. Після закінчення військової служби більше 18 років пропрацював диспетчером газової служби, а згодом — підрядником у будівельній компанії, заочно навчався на психолога.
У серпні 2014 року призваний до Збройних сил України та направлений у 92-у окрему механізовану бригаду.
Загинув 16 травня 2015 року близько 15:15 поблизу міста Щастя від шістьох кульових поранень, яких зазнав під час бойового зіткнення з російською диверсійно-розвідувальною групою на опорному пункті «Фасад» біля мосту. Внаслідок бою були затримані російські військовослужбовці Євген Єрофєєв та Олександр Александров, які належали до 3-ї бригади спеціального призначення збройних сил Російської Федерації.
По смерті залишилися дружина та син Кирило.
Похований 19 травня на Свіштовському кладовищі в Кременчуці.

## Нагороди
- Орден «За мужність» III ступеня (28 травня 2015, посмертно) — за особисту мужність і високий професіоналізм, виявлені у захисті державного суверенітету та територіальної цілісності України, вірність військовій присязі[3].

## Вшанування пам'яті
- На честь Вадима Пугачова названо вулицю в Кременчуці.
- 1 вересня 2015-го у кременчуцькій гімназії № 5 відкрито меморіальну дошку випускникам Олександрові Поросюку, Вадимові Пугачову та Станіславу Душі.